# Wolfgang Ernst (Künstler)
Wolfgang Ernst  (* 24. April 1942 in Wien) ist ein österreichischer Objektkünstler. Er lebt in Pulkau in Niederösterreich.
Ernst ist Autodidakt. Er absolvierte zunächst eine Lehre als Tischler, ehe er 1961 nach Paris ging. Er arbeitete als Gestalter von Schaufenstern und Messeständen. Unter dem Einfluss seiner Frau, die an der Kunst-Akademie studierte, begann er sich der  bildenden Kunst zuzuwenden. Nach einer kurzen Phase der Malerei beschäftigte er sich mit avantgardistischen Kunstformen wie Minimal Art, Land Art, Objektkunst und Konzeptkunst. Seine Objekte und Installationen orientieren sich an den Intentionen der Arte Povera in dem sie gegensätzliche Materialien wie Stahl und Gras oder Blei und Glas zusammenführte.
Ab Ende der 1960er Jahre gehörte er zum Kreis der Künstler, die durch die Wiener Galerie nächst St. Stephan vertreten wurden. Zu dieser Gruppe gehörte u. a. auch Hans Hollein und Walter Pichler. Der stand der Wiener Gruppe um Oswald Wiener nahe und dem Wiener Aktionismus mit Künstlern wie Rudolf Schwarzkogler, Hermann Nitsch, Günter Brus und Otto Muehl.
Seine ersten Ausstellungen und Auftritte in Österreich und Deutschland besaßen teilweise spektakulären Charakter wie die Aktion Publikum(s)sprenger, die er 1969 in München zusammen mit Valie Export und Peter Weibel veranstaltete.
Ab Mitte der 1970er Jahre werden die Arbeiten von Wolfgang Ernst zunehmend von skriptoralen Faktoren und Konzepten bestimmt.  Schriftzeichen und rhythmische Kritzeleien werden in grafische und plastische Arbeiten einbezogen, ebenso Musik und Multimediaelemente. Auch als Gestalter von Buchumschlägen u. a. zu Werken von de Sade und Georges Bataille für den Verlag Matthes & Seitz hat er sich einen Namen gemacht. Dabei sieht er sich nicht als Illustrator, sondern als gleichrangiger Künstler. Seinen Designs liegt jeweils eine intensive Auseinandersetzung mit dem Autor und seinen Werken zugrunde, die sich zunehmend auch in eigenen Texten manifestiert.
Gleichzeitig verweigerte sich Ernst zunehmend dem Kunstbetrieb und zog sich schließlich im Jahr 2000 ganz in die Abgeschiedenheit eines kleinen Dorfes im kroatischen Istrien zurück, wo er zwei kleine Weinberge kaufte und für einige Jahre als Winzer von sich reden machte. Seine nach extrem traditioneller Weise vinifizierten und streng biologisch angebauten Weine, die er unter dem Label Creator Spiritus auf den Markt brachte, genossen sehr schnell unter Weinkennern und Winzern in Deutschland und Österreich Kultstatus. Nach langwierigen Auseinandersetzungen mit den kroatischen Weinbehörden, die seine von der Kritik gefeierten Weine als fehlerhaft ablehnten, verkaufte er 2007 das Weingut und verließ das Land. Seither lebt und arbeitet er in einer restaurierten barocken Mühle im Weinviertel nahe der tschechischen Grenze.

## Einzelausstellungen
(Auswahl)
- 1969 White Line, Breitenbrunn, Burgenland
- 1970 Objekte Projekte, Galerie nächst St. Stephan, Wien
- 1970 Württembergischer Kunstverein (Installation), Stuttgart
- 1971 Arbeiten 1970–73, Galerie nächst St. Stephan, Wien
- 1976 Galerie Inge Baecker, Bochum
- 1999 Wolfgang Ernst, Galerie Eugen Lendl
- 2002 Licht-Fragmente, Galerie Kunst & Handel, Graz
- 2007 art is uninteresting complete,  Galerie Philipp Konzett, Wien
- 2007 Blue Chips, Galerie Philipp Konzett, Wien

## Ausstellungsbeteiligungen
(Auswahl)
- 1968 Neue Dimensionen der Plastik in Österreich, Taxis Palais Innsbruck
- 1969 Underground Explosion (mit Valie Export & Peter Weibel), München und Zürich
- 1969 Surrealismus ohne Surrealisten, Galerie Nächst St. Stephan, Wien
- 1998 Beyond art - Voorbij de kunst Museum van Hedendaagse Kunst (MuHKA), Antwerpen
- 1999 Lineamente International - Von der Linie zur Zeichnung Lentos Kunstmuseum Linz, Linz
- 2002 „Herbst- / Winterkollektion 2002“, Galerie Ariadne, Wien
- 2003 M_ARS - Art and War Neue Galerie Graz am Landesmuseum Joanneum, Graz
- 2004 Support - Die Neue Galerie als Sammlung - 1950 - Heute Neue Galerie Graz am Landesmuseum Joanneum, Graz
- 2009 MONO, POLY, KONKRET, Galerie Konzett, Wien